# Ptilocrinus stukalinae
Ptilocrinus stukalinae is een zeelelie uit de familie Hyocrinidae.
De wetenschappelijke naam van de soort werd in 1998 gepubliceerd door Mironov & Sorokina.